# هولمر گرین
هولمر گرین (به انگلیسی: Holmer Green) یک روستا در بریتانیا است که در لیتل میسندن واقع شده‌است. هولمر گرین ۴٬۰۷۷ نفر جمعیت دارد.